# Saissetia
Genre
Synonymes
- Lecanium

Saissetia est un genre d'insectes hémiptères de la famille des Coccidae (cochenilles).

## Liste des espèces
Selon ITIS (4 nov. 2011) :
- Saissetia coffeae - cochenille hémisphérique
- Saissetia miranda
- Saissetia neglecta
- Saissetia oleae - cochenille noire de l'olivier